# Feta familjer på diet
Feta familjer på diet är ett brittiskt dokumentär- och realityprogram som sändes i två säsonger under 2010 på Sky 1. I Sverige sänds programmet av Sjuan. Programledaren och viktcoachen Steve Miller hjälper feta familjer att gå ned i vikt genom att äta hälsosammare och motionera.